# Askim
Askim – norweskie miasto i gmina leżąca w regionie Østfold.
Askim jest 409. norweską gminą pod względem powierzchni.
W Askim znajduje się jedyny na świecie współczesny kościół palowy (stavkirke) zbudowany na zasadach średniowiecznych kościołów skandynawskich, których konstrukcja opiera się na palach nośnych, a nie ścianach.
W mieście jest stacja kolejowa Askim.

## Demografia
Według danych z roku 2005 gminę zamieszkuje 14 089 osób. Gęstość zaludnienia wynosi 204,4 os./km². Pod względem zaludnienia Askim zajmuje 71. miejsce wśród norweskich gmin.
| ludność stan na 1 stycznia 2005 |         |           |        |
|                                 | kobiety | mężczyźni | razem  |
| osób                            | 6938    | 7151      | 14 089 |
| %                               | 49,24%  | 50,76%    | 100%   |

| wykształcenie stan na 1 października 2004 |            |         |        |          |
|                                           | podstawowe | średnie | wyższe | nieznane |
| osób                                      | 2582       | 6560    | 1771   | 336      |
| %                                         | 22,95%     | 58,32%  | 15,74% | 2,99%    |

## Edukacja
Według danych z 1 października 2004:
- liczba szkół podstawowych (norw. grunnskolar): 8
- liczba uczniów szkół podst.: 1930

## Władze gminy
Według danych na rok 2011 administratorem gminy (norw. rådmann) jest Synnøve Rambek, natomiast burmistrzem (norw. ordfører, d. borgermester) jest Trygve Einar Westgård.

## Miasta partnerskie
- Huddinge, Szwecja
- Gmina Lyngby-Taarbæk, Dania
- Nuuk, Grenlandia
- Rapla, Estonia
- Seyðisfjörður, Islandia
- Vantaa, Finlandia